# الفارناتجو
الفارناتجو (به اسپانیایی: Alfarnatejo) یک شهرستان در اسپانیا است که در اندلس واقع شده‌است.

## خصوصیات
الفارناتجو ۲۰ کیلومترمربع مساحت و ۵۱۶ نفر جمعیت دارد و ۸۹۸ متر بالاتر از سطح دریا واقع شده‌است.